# Loukov (ort i Tjeckien, Mellersta Böhmen)
Loukov är en ort i Tjeckien.   Den ligger i regionen Mellersta Böhmen, i den centrala delen av landet, 70 km nordost om huvudstaden Prag. Loukov ligger 254 meter över havet och antalet invånare är 163.
Terrängen runt Loukov är huvudsakligen platt, men österut är den kuperad.Runt Loukov är det ganska tätbefolkat, med 100 invånare per kvadratkilometer. Närmaste större samhälle är Mladá Boleslav, 19,1 km sydväst om Loukov. Omgivningarna runt Loukov är en mosaik av jordbruksmark och naturlig växtlighet.